# Das Badener Lehrstück vom Einverständnis
Das ursprünglich Lehrstück betitelte Badener Lehrstück vom Einverständnis entstand für das Baden-Badener Festival „Deutsche Kammermusik“. Paul Hindemith und Bertolt Brecht schufen damit das Modell der Gattung der Lehrstücke, einer neuen musikalisch-dramatischen Form, die den Unterschied zwischen Publikum und Darstellern aufheben sollte. Laien sollten das Stück einstudieren oder zumindest passagenweise mitsingen.
Es ist inhaltlich ein Gegenentwurf zu dem Werk Der Flug der Lindberghs, das Hindemith, Weill und Brecht zur ersten Atlantiküberquerung im Flugzeug geschaffen hatten. Anders als in der Darstellung des erfolgreichen Fluges scheitert der Flieger hier mit seinen drei Monteuren. Als er die Menschen um Hilfe bittet, wird er abgewiesen und stirbt. Der Tod des Fliegers erscheint als Überwindung der Entfremdung von der Gemeinschaft. Nur durch die schmerzhafte Aufgabe des Strebens nach Individualität, Ruhm und Besitz wäre eine Überwindung der Asozialität möglich. Die technische Entwicklung, die sich im Fliegen manifestiert, wird auf ihre sozialen Folgen hin untersucht. Der Chor wiederholt mehrfach: „Das Brot wurde dadurch nicht billiger.“ Der Triumph der Maschinen hilft den kleinen Leuten nicht. „Die Armut hat zugenommen ...“ Das Bedürfnis nach Hilfe wird interpretiert als Ausdruck der gewalttätigen, ausbeuterischen Verhältnisse. Hilfe und Mitleid stabilisierten die gesellschaftlichen Verhältnisse nur, anstatt sie zu verändern.
Die Baden-Badener Uraufführung am 28. Juli 1929 führte zu einem Theaterskandal, vor allem aufgrund der Darstellung von Tod und Gewalt. Die Zuschauer zeigten sich zunächst schockiert von der als Film gezeigten, realistisch-drastischen Darbietung des Sterbens in dem Tanz „Tod“ von Valeska Gert. Der eigentliche Skandal aber wurde durch eine brutale Clownsszene mit Theo Lingen in der Hauptrolle ausgelöst. Zwei Clowns zerlegten einen dritten Clown unter dem Vorwand zu helfen. Schmerzende Glieder wurden unter Einsatz großer Mengen Theaterblut einfach abgetrennt. Am Ende war das Opfer vollständig zerlegt und lag blutüberströmt am Boden. Nicht nur die Zuschauer zeigten sich schockiert, die Baden-Badener Verantwortlichen beendeten nach der Aufführung ihre Unterstützung für das Musikfestival.

## Das Badener Lehrstück vom Einverständnis – Inhalt
Die von Brecht in der Reihe „Versuche“ veröffentlichte Fassung Das Badener Lehrstück vom Einverständnis erweitert den Text der Uraufführung. Die Mehrheit der literaturwissenschaftlichen Analysen bezieht sich auf diese Version Brechts, die nicht vertont wurde. Dagegen befasst sich die Musikwissenschaft fast ausschließlich mit der Erstfassung, auf die sich Hindemiths Komposition bezieht. Regisseur Patrick Steckel bewertete die beiden Fassungen anlässlich einer Neuvertonung für den Deutschlandfunk 2006: „Die erste Fassung stellt eine für Brecht ungewöhnlich deutliche Kritik an dem Naturbewältigungswahn der Gattung Mensch dar, eine Entwicklung, die uns ja inzwischen in einige Schwierigkeiten zu bringen in der Lage war. Und die zweite Fassung stellt im Grunde nicht anderes dar als die Zurücknahme dieser Kritik.“
Das Stück beginnt in der zweiten Fassung mit dem Schlussabschnitt der Lindbergh-Dramatisierung (1. Abschnitt). Anders als in der Darstellung der ersten Atlantiküberquerung scheitert der Flieger hier mit seinen drei Monteuren. Die Gestürzten stellen sich als Kämpfer für den technischen Fortschritt dar.

„Die Gestürzten antworten:
Unsere Gedanken waren Maschinen und
Die Kämpfe um Geschwindigkeit.
Wir vergaßen über den Kämpfen
Unsere Namen und unser Gesicht
Und über dem geschwinderen Aufbruch
Vergaßen wir unseres Aufbruchs Ziel.“

Sie bitten „die Menge“ um Hilfe. Der Sprecher kündigt nun eine Untersuchung an, ob „es üblich ist, daß der Mensch dem Menschen hilft“ (2. Abschnitt).
Es folgen drei Untersuchungen. Zuerst werden die großen Entdeckungen und die technische Entwicklung, die sich in der Fliegerei manifestieren, auf ihre sozialen Folgen hin untersucht. Der Chor wiederholt mehrfach: „Das Brot wurde dadurch nicht billiger.“ Die Triumphe der Maschinen helfen den kleinen Leuten nicht. „Die Armut hat zugenommen ...“ Die zweite Untersuchung demonstriert anhand von 20 Fotos den brutalen Umgang der Menschen miteinander. Die dritte Untersuchung besteht aus einer Clownsnummer. Zwei Zirkusclowns geben vor, dem dritten Clown, Herrn Schmitt, helfen zu wollen. Ihr Rezept: Jedes schmerzende Glied wird abgetrennt. Die lange Szene besteht aus der brutalen Demontage des Clowns. Am Ende dieser dritten „Untersuchung“ zieht „die Menge“ ihr Fazit.

„Der Mensch hilft dem Menschen nicht.“

Sie schütten das Wasser der Abgestürzten aus und nehmen ihnen ihre Kissen weg. (Ende 3. Abschnitt) Das Bedürfnis nach Hilfe wird interpretiert als Ausdruck der gewalttätigen, ausbeuterischen Verhältnisse.

„Solange Gewalt herrscht, kann Hilfe verweigert werden
Wenn keine Gewalt mehr herrscht, ist keine Hilfe mehr nötig.
Also sollt ihr nicht Hilfe verlangen, sondern die Gewalt abschaffen.“

Der Flieger und seine Monteure erkennen, dass sie sterben werden. (5. Abschnitt) In der sechsten Szene werden zweimal 10 große Aufnahmen von Toten gezeigt. Die Gestürzten schreien auf. (6. Abschnitt) Im siebten Abschnitt liest der Chor den Gestürzten einen Kommentar zum Thema Sterben vor. Der Kommentar fordert zur Todesbereitschaft auf, zum „Einverständnis“ mit dem Sterben, mit dem Verlust des Besitzes, und damit, dass alles verändert wird. Gegen „Ausbeutung und Unkenntnis“ sollen die drei Monteure, die mit dem Flieger abgestürzt sind „marschieren“. Der Schlussappell hebt die Forderungen noch einmal hervor:

„Der gelernte Chor:
Ändert die Welt, verändert euch!
Gebt euch auf!
Der Führer des gelernten Chors:
Marschiert!“

## Lehrstück– Die Urfassung
| Unterschiede zwischen den Versionen | Unterschiede zwischen den Versionen |
| Lehrstück (Partitur Hindemith) | Das Badener Lehrstück vom Einverständnis |
| --- | --- |
| Komposition: Paul Hindemith | keine Vertonung |
| „der Gestürzte“ → ein einzelner Flieger | der Flieger und drei Mechaniker |
| 7 Abschnitte | 11 Abschnitte |
| 1. Bericht vom Fliegen (textgleich mit dem Schlusschor von Der Flug der Lindberghs mit Ausnahme der Schlusszeile)                                                  | |
| „ohne uns vergessen zu machen: das UNERREICHBARE“ | „Ohne uns vergessen zu machen: das Noch nicht Erreichte“ |
| 2. Der Sturz (kleine Unterschiede) | |
| 3. untersuchung: ob der mensch dem menschen hilft | 3. Untersuchungen ob der Mensch dem Menschen hilft [gegliedert in 3 Abschnitte: Erste Untersuchung: technische Entwicklung hat negative soziale Folgen; zweite Untersuchung: 20 Fotos, die zeigen, „wie Menschen von Menschen abgeschlachtet werden“; dritte Untersuchung: die „Clownsnummer“] |
| 4. zweite untersuchung: ob der mensch dem menschen hilft [Clownsszene]                                                                                             | |
| 5. die hilfeverweigerung | 4. Die Hilfeverweigerung |
| 6. die austreibung | 5. Die Beratung |
| 7. betrachtet den tod [Totentanzszene, in der Uraufführung als Projektion eines Tanzes von Valeska Gert über das Sterben; der Gestürzte: „ich kann nicht sterben“] | 6. Betrachtung der Toten [10 große Fotos von Toten werden gezeigt; Die Gestürzten: „Wir können nicht sterben.“] |
| 8. belehrung | 7. Die Verlesung der Kommentartexte [Fatzer-Fragment, Sterbekapitel] |
| 9. examen | 8. Das Examen |
| | 9. Ruhm und Enteignung |
| (In der Inszenierung von Steckel sollte als 10. Abschnitt ein kurzes Interview mit Heiner Müller zum Thema Mitleid eingespielt werden.)                            | 10. Die Austreibung |
| | 11. Das Einverständnis |

## Musikalische Gestaltung
Die Komposition Hindemiths bezieht sich auf die erste Fassung, die unter dem Titel Lehrstück aufgeführt wurde. Hindemith versuchte, seine Komposition möglichst offen zu halten und vermerkte in seiner Partitur, dass die Größe des Orchesters, die Instrumentierung sowie die Szenenfolge variabel seien und machte auch konkrete Vorschläge für alternative Besetzungen.

## Entstehung und Ziele

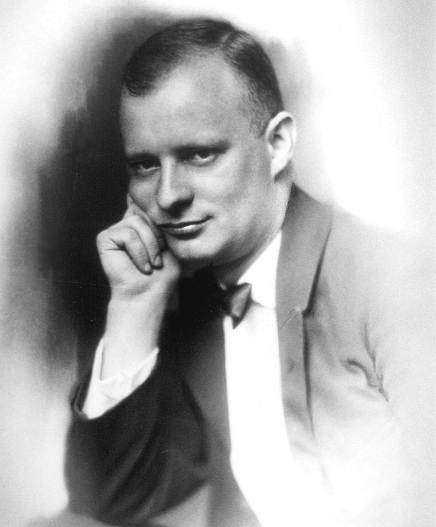
Komponist Paul Hindemith 1923

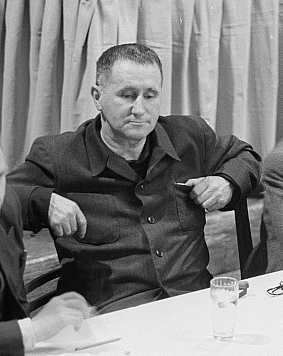
Bertolt Brecht Mai 1951

Das Stück entstand als Beitrag zum Programmpunkt „Gemeinschaftsmusik / Musik für Liebhaber“ des Baden-Badener Musikfestivals. Bertolt Brecht und der Komponist Paul Hindemith haben das Werk 1929 entwickelt, der Umfang der Mitarbeit am Text von Elisabeth Hauptmann und Slatan Dudow begrenzt sich möglicherweise auf die Erstellung der modifizierten Fassung, die 1930 unter dem Titel Das Badener Lehrstück vom Einverständnis im zweiten Band der Reihe „Versuche“ erschien, in der Brecht seine Theaterarbeit dokumentierte. Zum ersten Mal erwähnt wird das Projekt in einem Brief Paul Hindemiths an seinen Verleger: „Mit Brecht plane ich eine Art Volks-Oratorium für Baden.“
Eine Quelle der Lehrstückkonzeption war die „Gemeinschaftsmusik“, für die ein eigener Programmpunkt beim Badener Festival eingerichtet war. Hindemith hatte mit der Kantate Frau Musica bereits beim Vorjahresfestival positive Erfahrungen mit Musik gemacht, die die Zuschauer beteiligte:

„Diese Musik ist weder für den Konzertsaal noch für den Künstler geschrieben. Sie will Leuten, die zu ihrem eigenen Vergnügen singen und musizieren oder in einem kleinen Kreis Gleichgesinnter vormusizieren wollen, interessanter und neuzeitlicher Übungsstoff sein. […] Den Eingangs- und Schlusschor mögen die gesamten Anwesenden, denen man vor Beginn der Aufführung mit Hilfe der auf einer Wandtafel geschriebenen Noten die betreffenden Stellen einstudiert hat, mitsingen.“

Der Musikwissenschaftler Dominik Sackmann vermutet daher in Hindemith „die treibende Kraft hinter der Entwicklung und Ausbildung dieses neuen Genres“. Im gleichen Sinne bezeichnet Joy Haslam Calico das Lehrstück als musikalisches Genre („musical genre“), das aus einer Gegenbewegung zur klassischen Oper, als Anti-Oper, entstanden sei. Auch Klaus-Dieter Krabiel vertritt die Auffassung, „dass es Paul Hindemith war, der die Voraussetzungen für das Lehrstück als Spieltyp geschaffen hat. Ohne ihn und ohne Baden-Baden gäbe es das Brechtsche Lehrstück nicht.“
Krabiel sieht die gemeinsame Basis Brechts und Hindemiths in der pädagogischen Ausrichtung, in der „These vom gemeinschaftsfördernden Wert des Musizierens“. Beide suchten nach neuen Formen, die das klassische Setting des Musiktheaters mit seiner strikten Trennung von Ausführenden und Publikum durchbrach. Die Beteiligung des Publikums durch Mitsingen und die Aktivierung von Laien als Darsteller sowie die Offenheit der Form für Improvisation sahen beide als wesentliche Merkmale des Lehrstücks. Für Brecht war das Publikum sogar verzichtbar, die angestrebten Lernprozesse sollten sich die Darsteller aktiv erarbeiten.

„Diese Bezeichnung gilt nur für Stücke, die für die Darstellenden lehrhaft sind. Sie benötigen also kein Publikum.“

Aber auch diese Kernmerkmale der Lehrstücke wurden nicht konsequent umgesetzt. Calico weist darauf hin, dass auch unter der Leitung von Brecht die Lehrstücke häufiger als traditionelle Aufführungen mit professionellen Musikern einem nicht aktivierten Publikum gezeigt wurden. Außerdem setze gerade die Musik der Improvisation und der darstellerischen Freiheit enge Grenzen. Der Rollentausch, eins der Elemente zur Erzeugung von Lernprozessen bei den Darstellern, werde durch die musikalischen Vorgaben ebenfalls erschwert.
Aber auch Brecht brachte einige musikalische Erfahrung in die Zusammenarbeit mit Hindemith ein. 1927 hatte er zusammen mit Kurt Weill beim Baden-Badener Musikfestival das „Songspiel“ Mahagonny präsentiert, das auf den Mahagonny-Gesängen aus Bertolt Brechts Hauspostille beruhte. Durch die Erfolge mit der Dreigroschenoper und Aufstieg und Fall der Stadt Mahagonny war Brecht finanziell unabhängig und konnte an die Weiterentwicklung seiner Theaterkonzepte denken. Verschiedene Autoren gehen davon aus, dass Brecht den ungeheuren Erfolg der Dreigroschenoper durchaus mit Skepsis betrachtete und mit dem Lehrstück nach einer Form suchte, die nicht so leicht vom Kulturbetrieb aufzusaugen war.

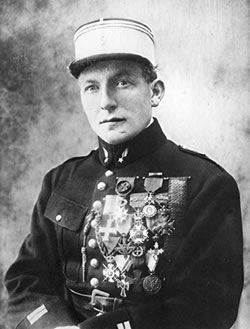
Charles Nungesser, der 1927 beim Versuch der Atlantiküberquerung ums Leben kam.

Brecht selbst gibt im Baden-Badener Programmheft „einige Theorien musikalischer, dramatischer und politischer Art, die auf eine kollektive Kunstausübung hinzielen“ als Grundlage des Lehrstücks an. Das Lehrstück steht insofern im Zusammenhang mit Brechts Marxismusstudien, als es die soziale Dimension der technischen Entwicklung und das Spannungsfeld zwischen Individuum und Kollektiv thematisiert. Dabei betont Brecht, dass das Stück „nicht einmal ganz fertig“ und als „Experiment“ zur „Selbstverständigung der Autoren“ und der aktiv Mitwirkenden zu verstehen sei.
Inhaltlich präsentiert das Lehrstück ein Gegenmodell zum Lindbergh-Stück. Es stellt Charles Lindbergh, dem Helden der ersten Atlantiküberquerung im Flugzeug, einen gescheiterten Versuch und die Verzweiflung des abgestürzten Fliegers gegenüber und spielt damit auf die gescheiterte Atlantiküberquerung Charles Nungessers an, der dabei mit seinem Kopiloten zu Tode kam. Der gescheiterte Flieger wird im Stück zur Rede gestellt. Dabei richtet sich die Kritik gegen blinde Technikbegeisterung, die keinerlei sozialen Fortschritt bewirkt. Dem gescheiterten Individuum wird die Hilfe verweigert, weil es nicht bereit war, sich in die Gemeinschaft zu integrieren. Krabiel zeigt, dass das Lindbergh-Stück die Ereignisse des Flugs „dokumentarisch-reportagehaft“ darstellt, während das Lehrstück ein „abstrakt-philosophisches Modell“ präsentiere. Dass das Lehrstück als Gegenentwurf zu verstehen ist, zeigt sich auch an der Übernahme des Schlusschors aus dem Lindbergh-Stück als Eingangschor des Lehrstücks.

## Uraufführung
Dirigenten: Alfons Dressel und Ernst Wolff – Regie: Bertolt Brecht – Kostüme: Heinz Porep
Deutsches Wörterbuch
Die Texte der „Menge“, die das Publikum singen sollte, wurden bei der Uraufführung auf eine Leinwand projiziert. Um den Gesang des Publikums zu stützen, gab es im Publikum Teilnehmer, die die Stellen vorher geübt hatten.

„Hindemith selbst dirigierte „diesen merkwürdigen Gesangsverein“, in dem „Gerhart Hauptmann und Joseph Haas, Ernst Toch und André Gide, der Erbprinz von Donau-Eschingen und Fräulein Müller aus Rastatt“ mitsangen (Karl Laux)“

Theo Lingen, Darsteller des Clowns, der zerlegt wird, schildert den Skandal:

„Clown Schmidt war mit sich und allem unzufrieden und hatte dauernd psychische, aber auch physische Schmerzen, und seine beiden Begleiter, ebenfalls Clowns, rieten ihm, nun doch alle die Gliedmaßen, die ihn schmerzten, einfach abzuschneiden. Um das durchzuführen, hatte man mich auf Stelzen gestellt. Ich hatte verlängerte Arme und Hände, auch einen riesengroßen Kopf, und konnte nur durch mein Chemisette, das aus Gaze bestand, etwas sehen. Im Laufe des Stückes wurden mir nun sämtliche Gliedmaßen kunstfertig amputiert. Mit einem Blasebalg, der Blut enthielt, mußte ich auch noch das Blut dazu spritzen: das war dem Publikum nun wirklich zu viel. Und als man mir dann noch den Kopf absägte, da ich über Kopfschmerzen klagte, brach ein Skandal aus, wie ich ihn nie wieder am Theater erlebt habe. Alles, was nicht niet- und nagelfest war, flog auf die Bühne. Fluchtartig verließen meine Mitspieler den Schauplatz […]“

Der von der Uraufführung des „Lehrstücks“ verursachte Skandal war einer der Gründe, dass die Verantwortlichen der Stadt Baden-Baden das Festival der Kammermusik nicht länger unterstützten, sodass dieses im nächsten Jahr in Berlin stattfand.

## Weitere Aufführungen und Neuvertonung
Krabiel weist darauf hin, dass es bis 1933 eine Reihe von Aufführungen der Urfassung des Lehrstücks gab, während Brechts Weiterentwicklung, Das Badener Lehrstück vom Einverständnis, seit 1959 nur selten aufgeführt und dann regelmäßig „nicht als vokalmusikalisches Werk realisiert, sondern als Theaterstück missverstanden“ wurde. Am 17. November 1969 führte die Berliner Schaubühne am Halleschen Ufer Das Badener Lehrstück vom Einverständnis auf, 1970 das Münchner Werkraumtheater der Münchner Kammerspiele. 1973 fand die DDR-Erstaufführung auf der Probebühne des Berliner Ensembles statt. Die Kritiken waren eher negativ und bemängelten „aufdringliche Lehrhaftigkeit“ und eine „Dramaturgie des erhobenen Zeigefingers“.
Die Hörspielregisseurin Beate Andres inszenierte 2004 für das Kulturprogramm des Südwestrundfunks, den SWR2, Das Badener Lehrstück vom Einverständnis. Mitwirkende waren Hans Kremer, Katarina Rasinski, Michael Hirsch, Christian Kesten, Tilmann Walzer und Volker Schindel.
Der Regisseur Patrick Steckel plante zunächst eine Inszenierung am Berliner Ensemble zum 100. Geburtstag Bertolt Brechts im Jahre 1998. Zu diesem Zweck komponierte der Kubaner Carlos Fariñas eine Neuvertonung, da eine zunächst geplante Ergänzung der Hindemith-Komposition am Veto der Brecht-Erben scheiterte. Basis sollte der aus der Partitur rekonstruierte Text der Uraufführung sein. Kern des Inszenierungsplans, den Steckel mit dem Dramaturgen Stefan Schnabel entwickelte, sollte eine deutliche Konfrontation zwischen dem Chor auf der Bühne und der „Menge“ sein, die durch fast 100 im Publikum verteilte Sänger repräsentiert werden sollte. Die Menge sollte dabei nach Günther Heeg nicht als positive Gemeinschaft interpretiert werden, sondern als „ressentimentgeladen“ und „neidzerfressen“.
Realisiert wurde das Projekt als Hörspiel zum 50. Todestag Bertolt Brechts. Steckel inszenierte mit dem Ars Nova Ensemble 2006 eine Aufführung der Urfassung des „Lehrstücks“ für den Deutschlandfunk und eine Bühnenfassung für das Theater am Schiffbauerdamm.

„Patrick Steckel: Wir machen eine Radioproduktion und eine konzertante Aufführung im Berliner Ensemble Ende August. Das Problem war, dass ich gern die Musik von Hindemith vervollständigt hätte, weil sich die vorhandene Musik nicht auf den vollständigen Text bezieht, wir aber keine Genehmigung für die Vervollständigung bekamen. Die Hindemith-Erben hatten nichts dagegen, aber die Brecht-Erben. Insofern war der Weg für eine Neuvertonung frei und wir haben dann mit einem sehr renommierten lateinamerikanischen Komponisten namens Carlos Fariñas zusammengearbeitet.“

## Noten
- Paul Hindemith: Text der Uraufführung auch in einer Autographenpartitur vom August 1929, Hindemith Institut
- Paul Hindemith (Komposition); Rudolf Stephan (Hrsg.): Giselher Schubert (Editionsleitung): Partitur und Kritischer Bericht, Gesamtausgabe Serie I: Bühnenwerke – Band 6, Schott Music, 276 Seiten, ISMN 979-0-001-12113-2.
- Paul Hindemith (Komposition): Klavierauszug, Schott Music, Aufführungsdauer: 50 Minuten, 52 Seiten, ISMN 979-0-001-03349-7.

## Textausgaben
- Bertolt Brecht: Baden-Badener Text vom Juli 1929, abgedruckt im Programmheft unter dem Titel: „Lehrstück : Fragment“
- Bertolt Brecht: Baden-Badener Text vom Juli 1929, abgedruckt in: Günther Heeg: Klopfzeichen aus dem Mausoleum. Brecht-Schulung am Berliner Ensemble, Berlin: Vorwerk 8, 2000
- Paul Hindemith: Text der Uraufführung auch in einer Autographenpartitur vom August 1929
- Bertolt Brecht: Das Badener Lehrstück vom Einverständnis. in: Versuche Heft 2, Berlin (Gustav Kiepenheuer) 1930
- Bertolt Brecht: Das Badener Lehrstück vom Einverständnis, textgleich mit der Versuche-Fassung in GBA Band 3

## Sekundärliteratur
- Joy Haslam Calico: Brecht at the Opera. University of California Press, Berkeley 2008, ISBN 978-0-520-25482-4.
- Bryan Randolph Gilliam (Hrsg.): Music and Performance during the Weimar Republic. (Cambridge Studies in Performance Practice), Cambridge University Press, 1994, ISBN 0-521-42012-1.
- Susanne Fischer Quinn: Vom Gebrauch der Gebrauchsmusik – Bertolt Brechts Kollaboration mit Paul Hindemith und Kurt Weill im Lehrstück und im Jasager. Mercer University, Athens, Georgia 2007. (abstract, PDF)
- Günther Heeg: Klopfzeichen aus dem Mausoleum. Brecht-Schulung am Berliner Ensemble. Vorwerk 8, Berlin 2000.
- Jan Knopf: Brecht-Handbuch. Theater, ungekürzte Sonderausgabe. Metzler, Stuttgart 1986, ISBN 3-476-00587-9.
- Jan Knopf: Brecht-Handbuch Bd. 1 : Stücke. Metzler, Stuttgart 2001. (Neuausgabe)
- Klaus-Dieter Krabiel: Lehrstück / Das Badener Lehrstück vom Einverständnis. In: Jan Knopf: Brecht-Handbuch. Bd. 1: Stücke. Metzler, Stuttgart 2001. (Neuausgabe)
- Klaus-Dieter Krabiel: Brechts Lehrstücke. Entstehung und Entwicklung eines Spieltyps. Stuttgart 1993, ISBN 3-476-00956-4.
- Klaus-Dieter Krabiel: Das Lehrstück. Brechts Theorie einer politisch-ästhetischen Erziehung. Frankfurt am Main 1995, ISBN 3-86099-250-3.
- Karl Laux: Skandal in Baden-Baden. Bericht von 1929 – Kommentar von 1972. In: Hindemith-Jahrbuch 1972/II. Schott, Mainz 1972.
- Joachim Lucchesi, Ronald K. Shull: Musik bei Brecht. Frankfurt am Main 1988, ISBN 3-518-02601-1. (Im Auftrag der Akademie der Künste der DDR)
- Werner Mittenzwei: Das Leben des Bertolt Brecht oder Der Umgang mit den Welträtseln. Band 1, Aufbau-Verlag, Berlin 1986, ISBN 3-7466-1340-X.
- Klaus-Detlef Müller: Bertolt Brecht : Epoche – Werk – Wirkung. Arbeitsbücher zur Literaturgeschichte. C. H. Beck, 2009, ISBN 978-3-406-59148-8.
- Giselher Schubert: Zwischen Fronten: Hindemith, Brecht und Benn. In: Dominik Sackmann (Hrsg.): Hindemith-Interpretationen: Hindemith und die zwanziger Jahre. Lang, Berlin u. a. 2007, ISBN 978-3-03911-508-2, S. 117ff.
- Giselher Schubert: „Hindemiths Musik stört kaum“. Zu Hindemith und Brecht. In: Albrecht Riethmüller (Hrsg.): Brecht und seine Komponisten. Laaber Verlag, Laaber 2000, ISBN 3-89007-501-0, S. 9–25.
- Reiner Steinweg: Lehrstück und episches Theater. Brechts Theorie und die theaterpädagogische Praxis. Brandes und Apsel, Frankfurt am Main 1995, ISBN 3-86099-250-3.
- Reiner Steinweg: Das Lehrstück. Brechts Theorie einer politisch-ästhetischen Erziehung. Metzler, Stuttgart 1976, ISBN 3-476-00352-3.
- Frank Thomsen, Hans-Harald Müller, Tom Kindt: Ungeheuer Brecht. Eine Biographie seines Werks. Vandenhoeck & Ruprecht, 2006, ISBN 3-525-20846-4.